# 상투메잎코박쥐
상투메잎코박쥐(Hipposideros thomensis)는 잎코박쥐과에 속하는 박쥐의 일종이다. 서아프리카 해안의 기니만에 있는 상투메 프린시페 섬의 토착종이다. 자연 서식지는 아열대 또는 열대 습윤 저지대 숲과 동굴이다.